# عمر مروان
عمر مروان هو مدير مكتب رئيس الجمهورية المصري الحالي، وكان يشغل سابقاً منصب وزير العدل، وشغل قبلها منصب وزير الشؤون القانونية والبرلمانية.

## حياته
ولد عمر مروان في مدينة شبين القناطر التابعه لمحافظة القليوبيه وحصل على شهادة الحقوق من جامعة عين شمس عام 1979. وتلقى تدريبًا في القانون الإنساني، وإدارة العدالة، والنظم الانتخابية، وحقوق الإنسان. عمل خلال مسيرته القضائية في مكتب النائب العام وفي محكمة الاستئناف. وترأس لجنة تقصي الحقائق التابعة للمجلس الأعلى للقوات المسلحة التي حققت في انتهاكات حقوق الإنسان خلال ثورة يناير 2011 التي أطاحت بالرئيس حسني مبارك. كما قاد لجنة تقصي الحقائق التي حققت في الإطاحة بحكومة الإخوان المسلمين بقيادة الرئيس محمد مرسي في 30 يونيو 2013. شغل منصب الأمين العام والمتحدث الرسمي باسم اللجنة العليا للانتخابات عام 2015، وعُين مساعداً لوزير العدل لشؤون الطب الشرعي عام 2016. وفي عام 2017، تم تعيينه وزيراً موضوعياً للشؤون القانونية والبرلمانية. وفي 12 ديسمبر 2019 تم تعيينه بوزارة العدل خلفا لحسام عبد الرحيم في التعديل الوزاري.